# Francisco Roberto Ibañez

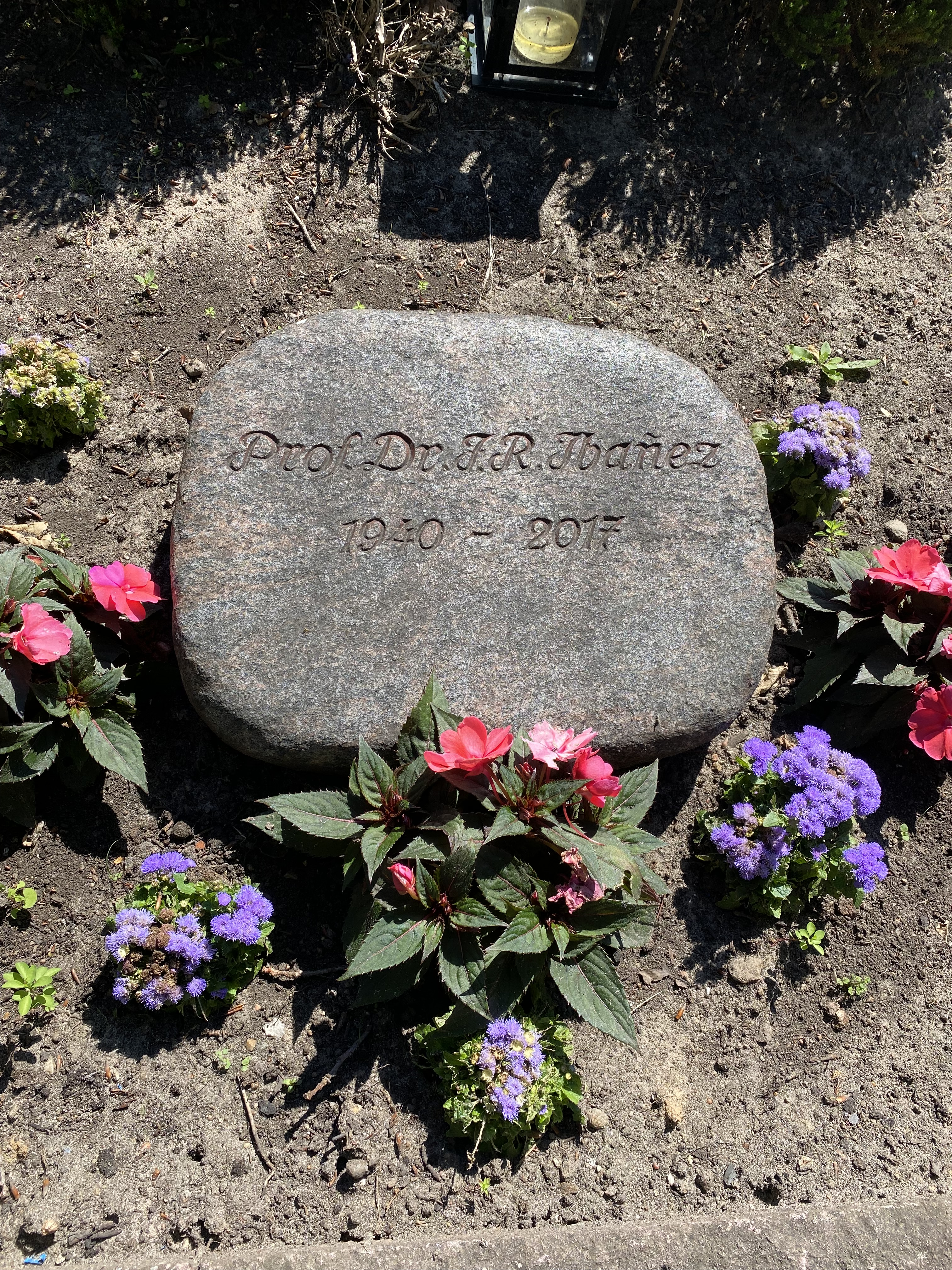
Grabstätte

Francisco Roberto Ibañez (* 12. September 1940 in San Miguel de Tucumán; † 2017) war ein argentinischer Romanist.

## Leben
Nach dem Bachillerato 1957 in seiner Heimatstadt studierte er von 1958 bis 1965 Universidad Nacional de Tucumán Mathematik, von 1966 bis 1967 in Heidelberg Deutsch und 1967 bis 1971 in Köln allgemeine Sprachwissenschaft und Romanistik (1971 M. A.: Allgemeine Sprachwissenschaft, Romanistik). Von 1971 bis 1975 war er wissenschaftlicher Angestellter und Lehrbeauftragter der Universität Köln am Institut für Allgemeine Sprachwissenschaft, nach der Promotion 1972 zum Dr. phil. in Köln: Allgemeine Sprachwissenschaft, Romanistik, bei Hansjakob Seiler lehrt er von 1975 bis 2003 als Professor für Hispanistische Linguistik (C 2) in Hamburg.
Seine Hauptarbeitsgebiete waren Kommunikationstheorie, Pragmalinguistik und Textlinguistik – Spanisch. Er verstarb 2017 und wurde auf dem Friedhof Bernadottestraße im Hamburger Stadtteil Ottensen beigesetzt.

## Schriften (Auswahl)
- Negation im Spanischen. München 1972, ISBN 3-7705-1000-3.